# Пловская (Кировская область)
 Пловская  — деревня в Лузском муниципальном округе Кировской области.

## География
Расположена на расстоянии менее 3 км по прямой на юг от районного центра города Луза на левобережье реки Луза.

## История
Известна с 1620 года как Выставок Пловской с 1двором, в 1765 году (деревня Плоской Прислон) 6 жителей мужского пола. В 1859 году здесь (Пловская или Плоская) дворов 7 и жителей 43, в 1926 15 и 71, в 1989 17 жителей. До конца 2020 года находилась в составе Лузского городского поселения.

## Население
Постоянное население составляло 9 человек (русские 100%) в 2002 году, 2 в 2010.